# Allobroger

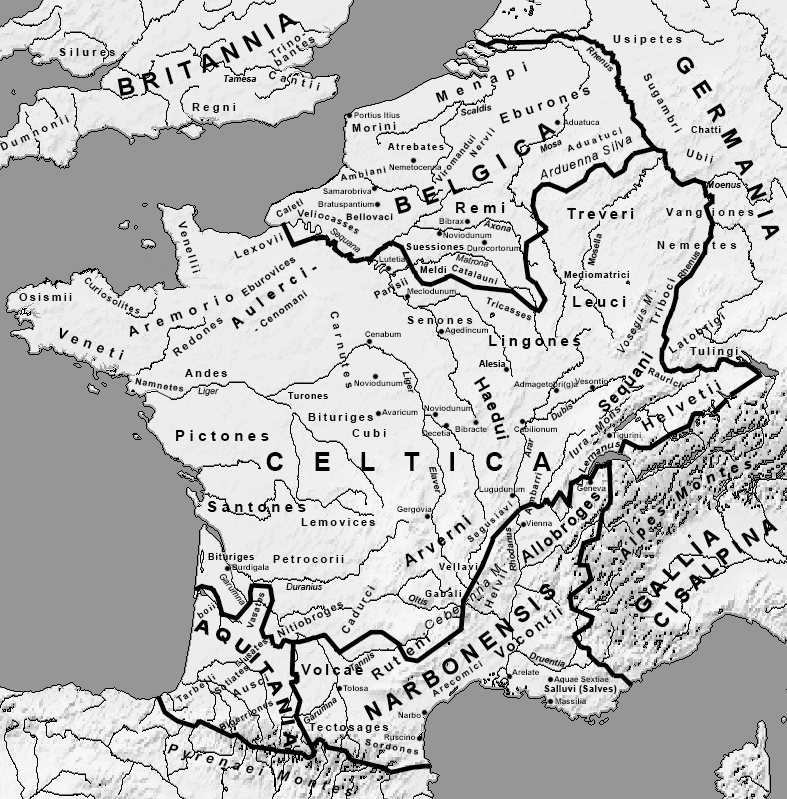
Gallien zur Zeit Caesars (58 v. Chr.)

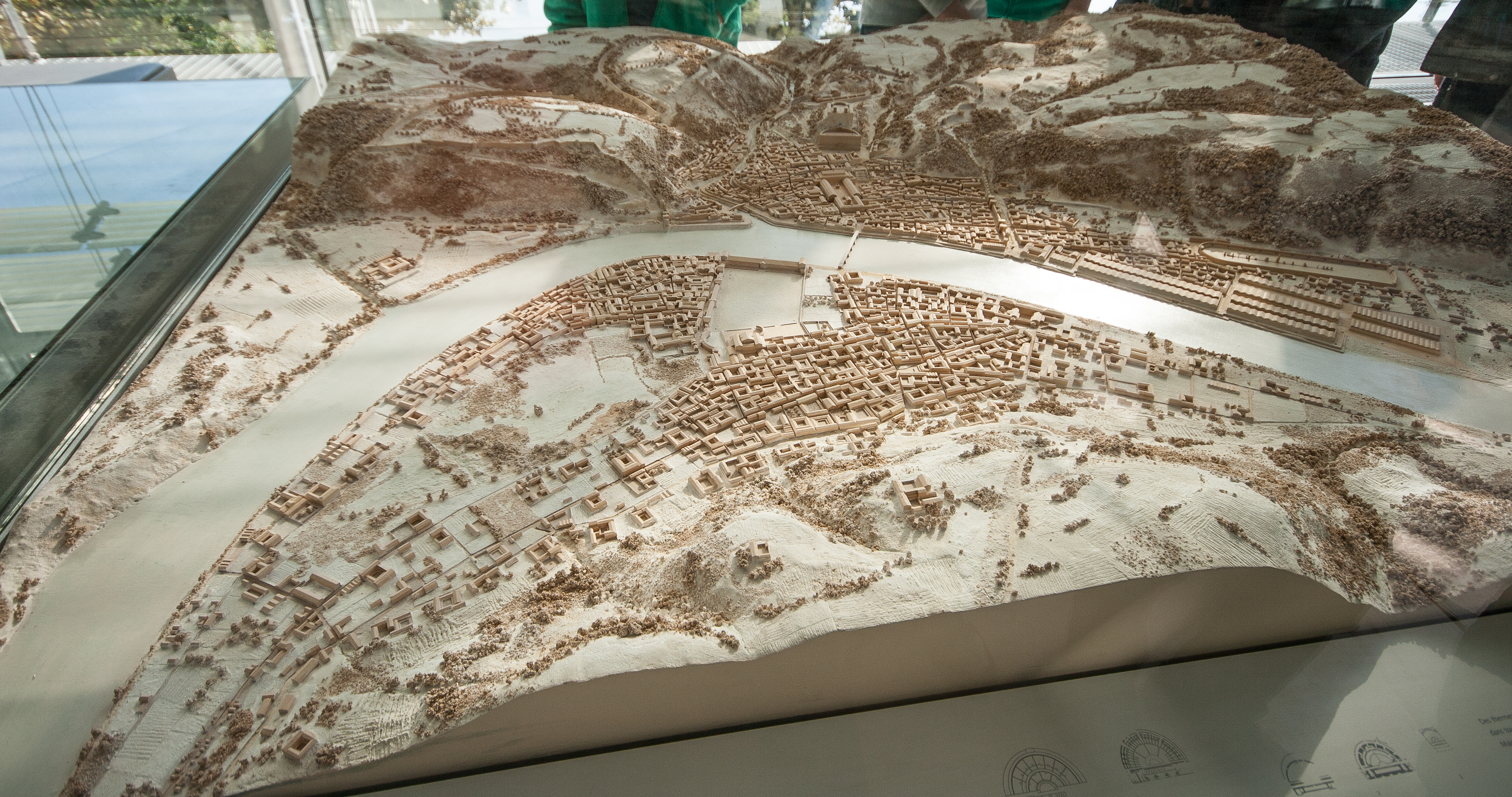
Vienne zur Zeit der Allobroger

Die Allobroger oder Allobrogen (lat. Allobroges) waren ein keltischer Stamm, der Hannibal bei seiner Alpenüberquerung bekämpfte und der schließlich von Rom unterworfen wurde.

## Etymologie des Namens
Der Name der Allobrogen bedeutet vermutlich „die in fremden Gebieten wohnen“ (vgl. kymrisch allfro „Fremder“). Eine analoge Bildung wäre dann im Stammesnamen der Nitiobrogen („die in eigenen Gebieten wohnen“) zu sehen.

## Geschichte
Das Gebiet der Allobrogen erstreckte sich zwischen der Rhone und Isère bis hin zum Genfersee. Bei Genava (heute Genf), nach Caesar extremum oppidum Allobrogum, bildete die Rhone die Grenze zum Gebiet der Helvetier. Ihr Hauptort Vienne, in der Frühzeit ein einfacher befestigter Ort, hatte sich zur Zeit des Kaisers Augustus zur Stadt und zum Zentrum eines ausgedehnten Territoriums zwischen der Isère, der Rhone, dem Genfersee und den Grajischen Alpen entwickelt.
Sie wurden 121 v. Chr. von der römischen Armee unter Quintus Fabius Maximus bei ihrem Hauptort Vienne zusammen mit den Arvernern besiegt und anschließend in die römische Provinz Gallia Narbonensis integriert. 61 v. Chr. kam es zu einem letzten Aufstand der Allobrogen. Daneben spielten die Allobrogen eine bedeutende Rolle in der Catilinarischen Verschwörung, da sie Catilina an den damaligen Konsul Cicero verrieten.